# Египет на зимних Олимпийских играх 1984
Египет принимал участие в Зимних Олимпийских играх 1984 года в Сараево (Югославия) в первый и единственный к настоящему времени раз, но не завоевал ни одной медали. Страну представлял один горнолыжник.

## Горнолыжный спорт
Спортсменов — 1
Мужчины
| Спортсмен        | Вид               | 1 попытка      | 2 попытка | Всего   | Место |
| ---------------- | ----------------- | -------------- | --------- | ------- | ----- |
| Джамиль Эль-Риди | Слалом            | 1.30,56        | 1.26,37   | 2.56,93 | 46    |
| Джамиль Эль-Риди | Гигантский слалом | не финишировал | не прошёл | -       | -     |
| Джамиль Эль-Риди | Скоростной спуск  |                |           | 3.13,86 | 60    |